# Fossil Grove
The Fossil Grove é um grupo de fósseis situados em Victoria Park, Glasgow, Escócia. Foi encontrado em 1887 e contém tocos fossilizados e raízes de onze árvores Lepidodendron extintas.

## Localização
O Fossil Grove fica no terreno de uma antiga pedreira, e pertence ao mesmo período geológico que vários outros grupos de fósseis de Lepidodendron encontrados a noroeste de Glasgow.